# Мерцгаузен
Мерцгаузен (нім. Merzhausen) — громада в Німеччині, знаходиться в землі Баден-Вюртемберг. Підпорядковується адміністративному округу Фрайбург. Входить до складу району Брайсгау-Верхній Шварцвальд.
Площа — 2,76 км2. Населення становить 5325 ос. (станом на 31 грудня 2020).